# Philippe Katerine

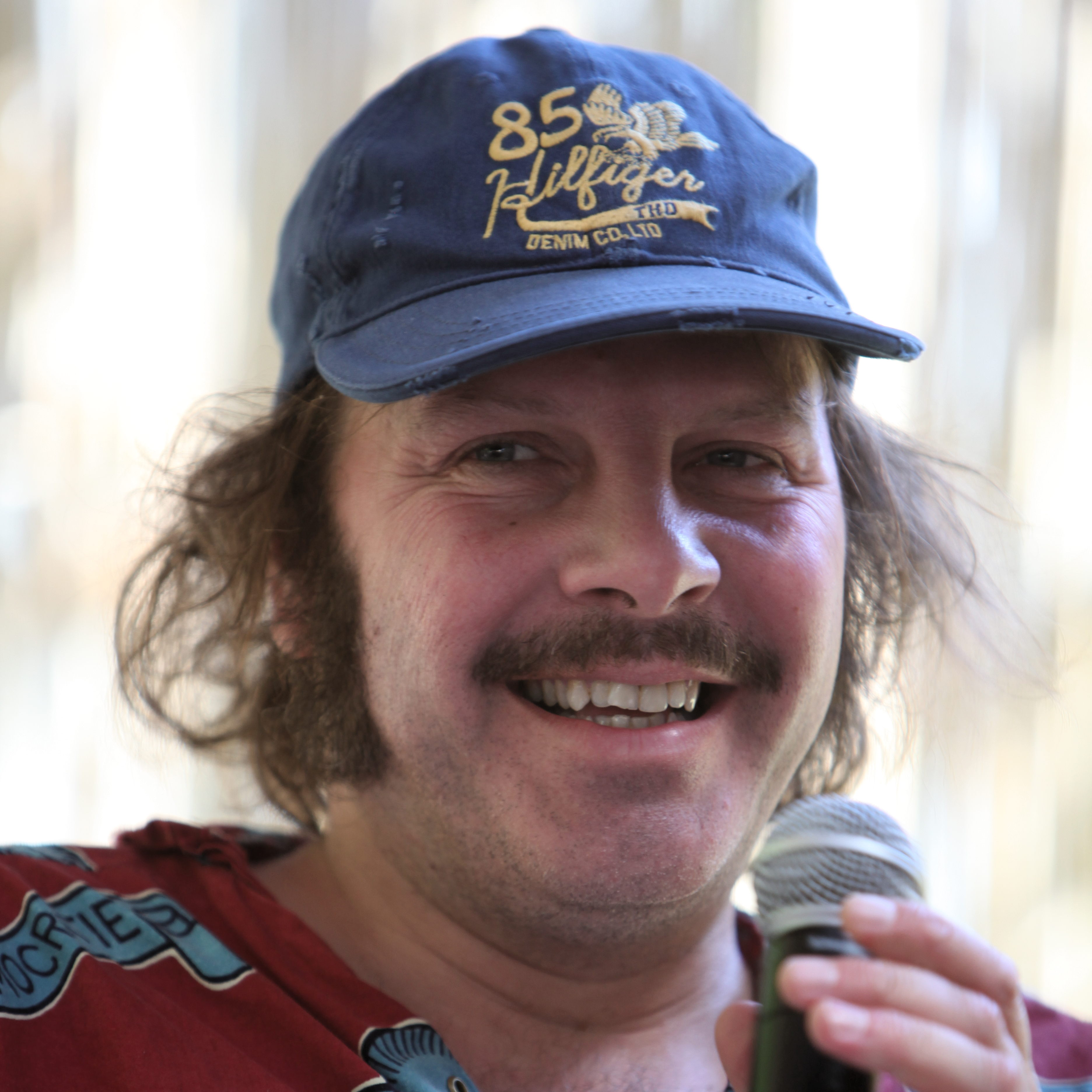
Philippe Katerine in 2011

Philippe Katerine (8 december 1968), artiestennaam van Philippe Blanchard, is een Frans muzikant-dichter en acteur. Katerine zingt en acteert vrijwel uitsluitend in het Frans.  
Zijn muzikale carrière begon in 1991. De stijl van zijn muziek varieert van easy-listening tot rock, de teksten zijn eigenzinnig en veelal doorspekt met (al dan niet zwarte) humor. In 2006 en 2011 stond hij op het Franse muziekfestival Eurockéennes. Zijn debuut als acteur maakte hij rond 2010.
In 2016 werd hij officier in de Orde van Kunsten en Letteren. In 2019 kreeg hij voor zijn rol als Thierry in de tragikomedie Le Grand Bain een César voor beste mannelijke bijrol. In 2020 werd hij tijdens de jaarlijkse Victoires de la musique uitgeroepen tot mannelijke artiest van het jaar.
Katerine was tussen 1999 en 2008 getrouwd met actrice Helena Noguerra, met wie hij een dochter heeft. Daarna kreeg hij een relatie met Julie Depardieu, de dochter van acteur Gérard Depardieu. Uit deze relatie volgden twee zoons.